# بخش نیوتن (شهرستان ماسکینگوم، اوهایو)
بخش نیوتن (به انگلیسی: Newton Township) یک منطقهٔ مسکونی در ایالات متحده آمریکا است که در شهرستان ماسکینگام، اوهایو واقع شده‌است.
 بخش نیوتن ۱۲۰٫۹ کیلومتر مربع مساحت و ۵٬۴۰۲ نفر جمعیت دارد و ۲۲۵ متر بالاتر از سطح دریا واقع شده‌است.